# Montegranarói Szent Szerafin
 Montegranarói Szent Szerafin vagy Montegranarói Szent Szeráf (1540 – 1604. október 12.) katolikus szent, kapucinus szerzetes. Eredeti keresztelési neve Felice. Attribútumai az ábrázolásokon: kereszt és rózsafüzér.

## Családi háttere
Szerafin testvér 1540-ben született Felice néven Itáliában, a fermói egyházmegyéhez tartozó Montegranaróban, nem messze Loretótól, a híres búcsújáró helytől. Atyját Gerolamo (Jeromos) Rapagnanónak hívták, kőműves volt, anyja neve Teodora Giovannuzzi volt, akit szintén nagy tisztelet övezett. Az egyetlen testvérét Silentiusnak hívták.
A család nagyon szegény volt, atyja kőművesmestersége nem sok jövedelmet hozott, így mindkét fiú korán kezdett dolgozni: Felice marhapásztorként, testvére kőművesként apja mellett. A pénztelenség és a korai munka miatt mindketten iskolázatlanok maradtak, ez később Felicénél sem változott szerzetesi élete ellenére sem.
Tizenöt éves volt, amikor apja meghalt, és idősebb testvére lett a ház ura, aki durvább lelkivilágú volt, míg Felice anyja szelíd természetét örökölte, aki sokat imádkozott és böjtölt; különösen tisztelte Szűz Máriát, ami a közeli Loretó hatása volt. Silentius türelmetlenségében gyakran szidalmazta, lehordta őt, mert az apa halála után testvére kérésére ő is kőműves lett, de a böjt miatt legyengülhetett.

## Belépése a kapucinus rendbe
1556 egy napján testvérével Loróban építettek egy galambházat egy Miklós nevű embernek, akinek a lánya, Ludovika ételt vitt a szegényesen étkező Félixnek. Ő azonban inkább karthauzi Dénes Utolsó dolgok című könyvének jobban örült. Amikor ebből olvasott fel Ludovika, Félix aggódni kezdett a lelki üdvössége miatt, és elmondta a lánynak, hogy remete akar lenni. Ő akkor elkezdett mesélni a fiúnak a kapucinusokról, erről az új rendről, amely szigorú életet folytatott. „Menj a kapucinusokhoz, ott imádkozhatsz és vezekelhetsz!” – mondta neki.
Ahogy hallgatta a lány beszámolóját a rend életéről, a szegényes életmódról, ruházatukról, tevékenységükről, egyre világosabb lett, hogy ott a helye.
Szó nélkül elutazott Tolentinóba, ahol egy kapucinus kolostor volt. Ott a beszélgetés során rákérdeztek a családjára, és elmondta, hogy anyja özvegyasszony, és szegényen él. Erre el akarták utasítani, mert a negyedik parancsolat alapján neki elsősorban a szüleiről kellett gondoskodnia. De amikor elmondta, hogy a testvére is gondozhatja, megenyhültek, és később értesítették, hogy felvették szerzetesjelöltnek.
Új nevet kapott: Szerafin (vagy Szeráf), az angyalok karának legmagasabb rangú angyalairól, hogy izzon az istenszeretet benne.

## Élete a kolostorban
1557-ben tett fogadalmat. A kapucinus rendben mindig testvér volt, azaz nem szentelték pappá, és a belépésétől kezdve sorra megjárta Itália Marche nevű tartományának kolostorait. Ebben nagy szerepe volt hatalmas nagylelkűségének és szelídségének. Mindent a szegényeknek adott, a kolostorból is mindent elosztogatott, sokszor a koldulással szerzett étket is. Emiatt és – szorgalma és igyekezete ellenére is – lassúsága, ügyetlensége miatt sokszor illették rosszallással, korholással, így gyakran helyezték át másik rendházba. 1571-ben a törökök közé akart menni misszióba, de főnöke nem engedte. 1590-ben került Ascoliba, ahol végül is élete végéig maradt. Napi életét az imádság és a munka, koldulás tette ki. A kolostor napirendjét pontosan betartotta, az imádság jelentette számra a legtöbbet, sokszor hajnalig maradt fent imádkozni.
Nem volt túlságosan iskolázott, mégis a Szentírás legnehezebb részeiről is nagy hatású prédikációkat és tanításokat tartott, amelyeken a kortárs teológusok is csodálkoztak.

## Lelkivilága
Ő mindig mindenkivel szemben derűs, szelíd és alázatos volt. Ez tisztelet is jelentett, de sokan felbőszültek ezen. Egyszer egy rendtársa annyira felidegesítette magát Szerafin testvér alázatosságán, hogy leütötte egy ólomlappal. Amikor magához tért, csak annyit mondott: „Az Isten áldjon meg téged!”, máskor pofon ütötték, vele is hasonlóan viselkedett. Minden embertársában Jézust látta.
Jól látta, hogy az emberre a kevélység jelenti az egyik legnagyobb veszélyt, belopódzik az ember szívébe, beszédébe és átjárja mint só az ételt, és megsemmisít mindent ami kedves Isten előtt. Ezért küzdött annyira ellene és örült minden megaláztatásnak, felvette mindennap a keresztjét és türelemmel viselte azt. Az alázat gyakorlásának másik módja az engedelmesség. Rendi főnökeinek utasításában mindig Isten akaratát látta, ennek teljesítéséért még böjtjét is hajlandó volt megszegni.
Az alázat és engedelmesség gyakorlása mellett a böjtölés volt a másik fegyver amivel küzdött a lelkéért. Már kolostori élete előtt is sokat böjtölt, de odabent még jobban ügyelt erre. Ha éhínség vagy áremelkedés volt, inkább saját magától vonta meg az ételt, azt is a szegényeknek juttatta. Hetente háromszor vízen és kenyéren élt, Mindenszentektől Húsvétig, a karácsonyi időt kivéve, szintén csak kenyeret evett.
Isten mellett Máriát tisztelte a legjobban, aki meg is jelent neki. Ha bárhol látta a Szűzanya képét, mindig nagy tisztelettel volt iránta. Különösen szerette imádkozni a rózsafüzért, jóval a Lourdes-i és fátimai jelenések előtt. Ezért is lett ez az egyik jelképe.
Istenszeretete embertársai felé vált láthatóvá. Mindig a legvégsőkig segítette a szegényeket, minden ételét a nélkülözőknek adta, sőt a kolostori kertből is bőségesen adott. Egyszer amikor a házfőnök szerint túl sokat adott, és korholta érte, Szerafin testvér megnyugtatta, hogy nem lesz gond, másnapra pedig a kert tele lett zöldséggel, mintha semmit nem szedtek volna ki. Volt, hogy külön kerített le kertet csak a szegények számára, és sehol máshol nem volt olyan bőséges termés, mint ott.
Mindenkin szeretett volna segíteni, de bűnt, még bocsánatos bűnt sem volt hajlandó elkövetni. A bűn az ő szemében a szeretet ellensége volt, ezért mindig kerülte.
Az állatokban Isten teremtményeit látta: szabadon engedte a főzésre szánt madarakat, és mint Páduai Szent Antal, ő is beszélt a halakhoz.

## A látnok, próféta és csodatevő
Szerafin testvérnek megadatott a jövőbe és a lelkekbe látás adománya. Egy haldoklónak azt mondta, hogy meggyógyul és kapucinus lesz, egy másik házban is meglátta a haldokló gyógyulását. Ezekben az esetekben is úgy történt, ahogy megjövendölte. Egy leánynak, aki szomorú volt, mert apja nem bocsátott meg neki, elmondta, hogy apja házát megszállták az ördögök és el fog kárhozni. Egy év múlva szentségek vétele nélkül halt meg. Egy bosszúgyilkosságot fontolgató fiatalember gondolatait látta, és figyelmeztette, hogy álljon ellen nekik.
De meglátta az emberek lelkében a korábban elkövetett bűnöket is: két asszony közül csak az egyiket áldotta meg, mert a másikban meglátta a házasságtörés bűnét, egy megvakult katonának azt mondta, hogy szabaduljon meg bűnös szenvedélyeitől, hárítsa el lelki vakságát, és akkor testi szemeivel is látni fog.
De azt is látta, ki kárhozott el és ki jutott a Mennyországba. Ludovika, aki őt a kapucinusok felé terelte, szülei üdvözültek, ezt el is mondta neki. Egy asszonynak viszont elmondta, felesleges imádkoznia az anyjáért, mert örökre elkárhozott, és figyelmeztette: javuljon meg, nehogy ő is oda jusson.
Sokakat meggyógyított testi betegségeikből is. Volt, hogy súlyos sebet, volt, hogy a testvére megzavarodott fiát. Csak annyit kért, adjanak hálát Istennek.

## Halála
Saját halálát is megjövendölte, de nem hittek neki. A megjelölt napon mellkasi fájdalmat érzett, majd kérte a betegek kenetét, de nem látták veszélyesnek helyzetet. Ezért imádkozott, majd jelentkeztek a külső jelek is, akkor már hozták a szent olajat. 1604. október 12-én délután halt meg.

## Halála után
1729. július 18: XIII. Benedek pápa boldoggá avatta
1767. július 16: XIII. Kelemen pápa szentté avatta